# C18orf54
C18orf54 (англ. Chromosome 18 open reading frame 54) – білок, який кодується однойменним геном, розташованим у людей на довгому плечі 18-ї хромосоми. Довжина поліпептидного ланцюга білка становить 372 амінокислот, а молекулярна маса — 41 811.
| 10         |  | 20         |  | 30         |  | 40         |  | 50         |
| ---------- |  | ---------- |  | ---------- |  | ---------- |  | ---------- |
| MAKSKTKHRL |  | CSQESSVSAL |  | LASCTLSGSN |  | SSNSDGSFHY |  | KDKLYRSASQ |
| ALQAYIDDFD |  | LGQIYPGAST |  | GKINIDEDFT |  | NMSQFCNYIY |  | KPNNAFENLD |
| HKKHSNFISC |  | RRHTVNDIDS |  | MSLTTDDLLR |  | LPADGSFSYT |  | YVGPSHRTSK |
| KNKKCRGRLG |  | SLDIEKNPHF |  | QGPYTSMGKD |  | NFVTPVIRSN |  | INGKQCGDKI |
| ELLILKAKRN |  | LEQCTEELPK |  | SMKKDDSPCS |  | LDKLEADRSW |  | ENIPVTFKSP |
| VPVNSDDSPQ |  | QTSRAKSAKG |  | VLEDFLNNDN |  | QSCTLSGGKH |  | HGPVEALKQM |
| LFNLQAVQER |  | FNQNKTTDPK |  | EEIKQVSEDD |  | FSKLQLKESM |  | IPITRSLQKA |
| LHHLSRLRDL |  | VDDTNGERSP |  | KM         |  |            |  |            |

A: Аланін

C: Цистеїн

D: Аспарагінова кислота

E: Глутамінова кислота

F: Фенілаланін

G: Гліцин

H: Гістидин

I: Ізолейцин

K: Лізин

L: Лейцин

M: Метіонін

N: Аспарагін

P: Пролін

Q: Глутамін

R: Аргінін

S: Серин

T: Треонін

V: Валін

W: Триптофан

Кодований геном білок за функцією належить до фосфопротеїнів. 
Задіяний у такому біологічному процесі, як альтернативний сплайсинг. 
Секретований назовні.